# Paul Friedländer (Journalist)
Paul Friedländer (* 2. Juli 1891 in Baden/Niederösterreich, Österreich-Ungarn; † 1942 oder 1943 im KZ Auschwitz) war ein deutsch-österreichischer Politiker (KPÖ, KPD) und Journalist. Er war Mitbegründer der KPÖ und Chefredakteur ihrer ersten Parteizeitung.

## Leben
Paul Friedländer war Sohn eines Rechtsanwalts. Er studierte Philosophie, Soziologie und Kunstgeschichte an der Universität Wien, wo er 1917 zum Dr. phil. promoviert wurde. Am 10. Juli 1915 heiratete er Elfriede Eisler (die spätere Ruth Fischer). Ihr Sohn Friedrich Gerhart Friedländer (1917–2001) wurde Mathematikprofessor an der University of Cambridge. Die Ehe wurde 1921 geschieden. Friedländer war in zweiter Ehe mit Martha Jakob (1893–) verheiratet, mit der er einen Sohn hatte.
Ende 1918 war er Mitbegründer der Kommunistischen Partei Österreichs (KPÖ) und zusammen mit Franz Koritschoner Chefredakteur der Parteizeitung „Der Weckruf“, die jedoch schon vor Erscheinen der ersten Ausgabe verboten wurde. Friedländer wurde daraufhin verantwortlicher Redakteur des Nachfolgeorgans „Die soziale Revolution“. Er wurde auf drei Parteitagen zum Mitglied des KPÖ-Vorstands gewählt, zunächst von Februar bis Mai 1919 sowie im März 1922 und März 1923 (bis zum März 1924). 1922 war er Delegierter am 4. Weltkongress der Kommunistischen Internationale. 1926 zog er nach Berlin, wurde Mitglied der KPD und, nach Vermittlung von Ruth Fischer, Redakteur der Inprekorr. Später arbeitete er auch für die „Welt am Abend“, deren Chefredakteur er 1933 kurzfristig wurde.
Nach der Machtübernahme der Nationalsozialisten in Deutschland 1933 flüchtete Friedländer erst in sein Heimatland Österreich, dann nach Paris, wo er im Auslandssekretariat der KPD tätig wurde und dem Weltkomitee gegen Krieg und Faschismus angehörte. 1939 folgte die Internierung, während der er sich mit einer Protesterklärung vom Hitler-Stalin-Pakt distanzierte. 1942 wurde er ausgeliefert und nach Auschwitz deportiert, wo er starb.
Am 14. Juli 1942 wurde ihm sein Doktorgrad von der NS-Administration aberkannt. Am 15. Mai 1955 erklärte die Universität Wien die Aberkennung für „von Anfang an nichtig“.